# Jordan Mills
Jordan Michael Mills (Thibodaux, 24 dicembre 1990) è un giocatore di football americano statunitense che gioca nel ruolo di offensive tackle per gli Arizona Cardinals della National Football League (NFL). Fu scelto nel corso del quinto giro (163º assoluto) del Draft NFL 2013 dai Chicago Bears. Al college ha giocato a football alla Louisiana Tech University.

## Carriera professionistica

### Chicago Bears
Mills fu scelto nel corso del quinto giro del Draft 2013 dai Chicago Bears. Debuttò come professionista partendo come titolare nella vittoria della settimana 1 contro i Cincinnati Bengals. La sua stagione si concluse disputando tutte le 16 partite come titolare, concedendo solo tre sack agli avversari.